# Hát then
Hát then là một thể loại dân ca tín ngưỡng của cộng đồng người Choang, dân tộc Tày, Nùng, một phần của nghi lễ Then. Hát Then mang trường ca, mang màu sắc tín ngưỡng thuật lại cuộc hành trình lên thiên giới để cầu xin Ngọc hoàng giải quyết một vấn đề gì đó cho gia chủ.
Từ "then" là đọc chệch từ "thiên" (天, tian) trong tiếng Choang, tức trời. Người Choang của Trung Quốc cũng như người Tày và người Nùng coi việc hát then là hát để tế Trời (tức Ông Trời hay còn là Ngọc hoàng Thượng đế sau khi bị ảnh hưởng Đạo Giáo).

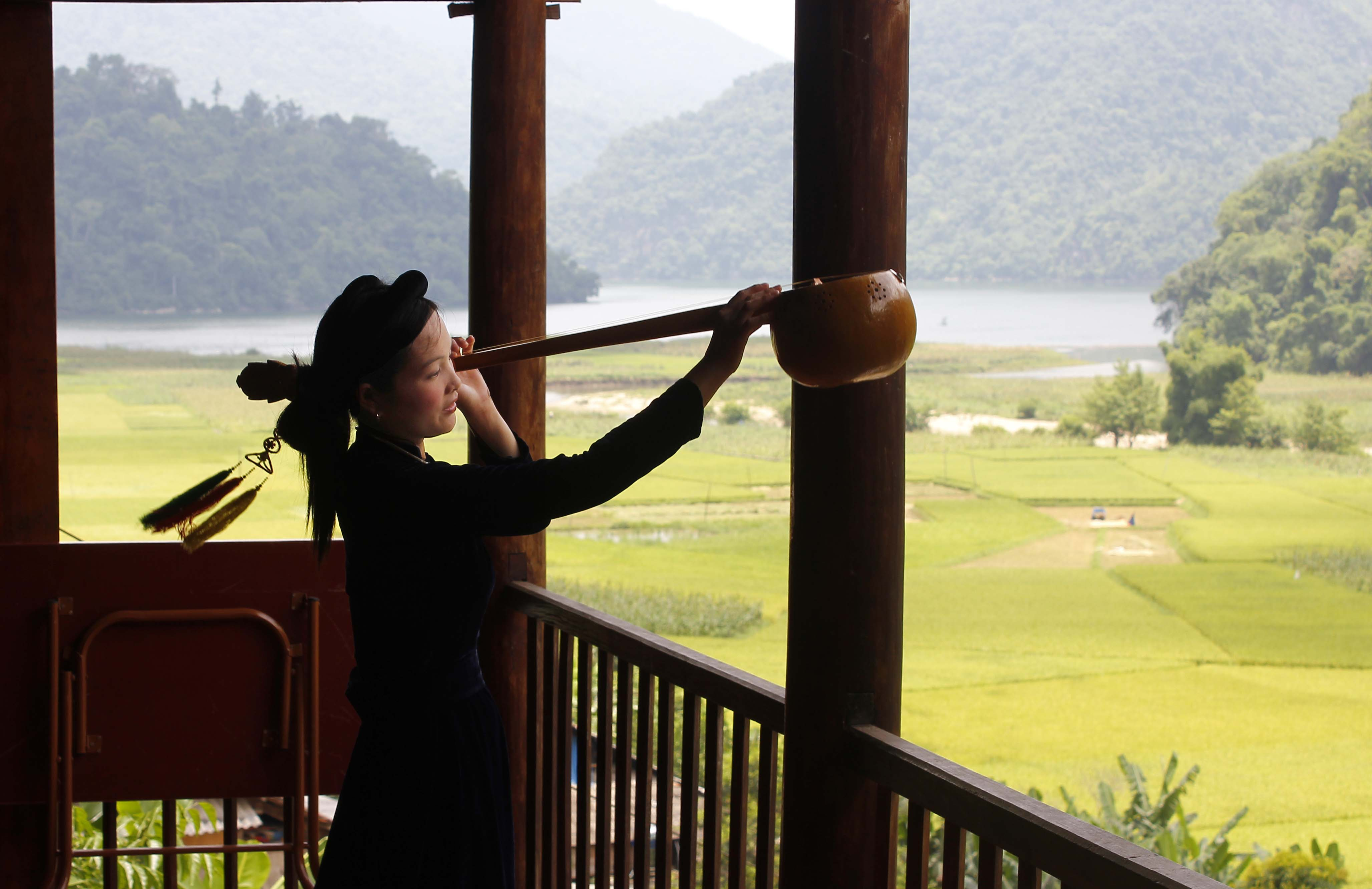
Hát then tại Hồ Ba Bể

## Nhạc cụ và lời hát
Âm nhạc là yếu tố xuyên suốt cuộc hát then. Hát then có nhiều bài, bản, làn điệu. Người Tày, người Nùng không kể tuổi tác, giới tính, những người mê tín cũng như không mê tín đều rất thích nghe hát then.
Lời hát theo hình thức diễn xướng tổng hợp ca nhạc Đàn tính, múa, diễn với nhiều tình huống khác nhau. Nghệ sĩ biểu diễn đảm nhiệm chức năng của một diễn viên tổng hợp. Họ vừa hát, tự đệm, vừa múa và diễn để thể hiện nội dung câu hát, đôi khi còn biểu diễn cả những trò nhai chén, dựng trứng, dựng gươm...
Trong hát then mỗi làn điệu then thì sắp xếp các đoạn khác nhau, có thể hiểu là đi theo những đường khác nhau hay dùng những lời hát khác nhau nhưng đều tuân theo một bài bản và kết thúc đều có kết quả giống nhau, đường đi giống nhau. Tất cả thể loại hát then đều qua cùng những chỗ đường đi như nhau: lúc thì lên rừng núi non thượng ngàn, khi thì lên trời, thường là vạn lấy hồn lấy vía siêu lạc ở các chốn về hay săn bắt bắn lấy những con thú trên rừng về để giải hạn, khao tổ tiên, khao mẫu sinh hay mẹ sinh (mẫu ban lộc sinh đẻ); đến đoạn cuối cùng là qua hải hay còn gọi là khảm hải: là cửa ải cuối cùng, vượt qua đây là đến được những nơi cần đến như: cửa mẹ sinh, vua cha ngọc hoàng hay một số nơi quan trọng khác...tùy loại then; xong việc hồi lại binh mã trở về bàn sơn hay bàn thản gốc pháp, khao binh rồi tổ tiên gia chủ là xong việc (khao lao).
Đối với thể loại then phổ biến của dân tộc Nùng Phàn slình, các thể loại then với đội quân binh hùng hậu đều trải qua những chặng quan trọng sau:
1. Sắp xếp binh mã chuẩn bị lên đường xế lễ.
2. Xuất pháp để điều khiển binh lính.
3. Khao binh.
4. Kính thầy kính pháp chứng kiến con hiệu đệ tử xê pang.
5. Xê lễ đến thổ công rồi vào cửa thổ công xét (thổ công nhập vào đồng và phán cho gia chủ biết về đất đai vận hạn)
6. Xê lễ đến bếp (táo quân) rồi vào cửa xét, cửa này có thể một số loại then không cần vào.
7. Xê lễ đẳm cha (tổ tiên gia chủ) rồi vào cửa xét.
8. Xê lễ tiếp lên nàng sliên (cửa thánh/ cửa tiên. Cửa này ăn chay hoặc ăn mặn tùy vào luật lệ nhà gia chủ và đặc biệt cửa này chỉ có ở người Nùng; người Tày không có, nếu có thì được gọi là cửa tướng cửa pật (then) theo cách gọi của người Tày.
9. Xê lễ qua nàng sliên rồi lên rừng pắt mèng pắt ngoạn (bắt một loại công trùng gần giống với ruồi về để cởi lời thề câu tội và cầu bình an cho trẻ con trong nhà)
10. Đón vía ở cây lạng rồi đến cây vạt trên trời về.
11. Lên chợ Đinh Trung trên trời để vui chơi và mua đồ còn thiếu, mua tài lộc về cho gia chủ.
12. Xê lễ đến chỗ mượn gậy yêu tinh để đi lên rừng săn hươu nai.
13. Xê lễ qua đoạn cầu khắc cầu hai (chỗ dành cho những bọn làm then hay làm thầy không kiêng kị được bị chết oan ở đây để dọn đường dọn xá cho các binh mã xê lễ)
14. Khao binh mã rồi lên rừng săn hươu nai (sau khi săn được hươu nai, sai lính xuống cửa sông cửa hải để rửa sạch rồi làm thịt và sắp cỗ, 30 cỗ tạp và 40 cỗ chay).
15. Khảm hải xê lễ qua biển qua hải để tống sao hạn xuống sông và vạn lấy vía về, nếu là then Nùng thì còn có thêm đoạn hát sli mượt mà để vạn lấy hồn vía về.
16. Xê lễ đến nơi cần đến và giao lễ cho các thần, vậy là nhiệm vụ của nhà thầy nhà thánh, binh mã đã trọn vẹn, thong thả hồi lại binh mã trở về.
Vậy là cuộc hành trình dài lên rừng xuống núi, lên trời xuống biển đã hoàn thành. Theo quan niệm mê tín, tiếng hát then thần kì đến mức người đang ốm đau chỉ nghe thấy thôi coi như thấy nhẹ lại người; then có nhiều tác dụng: chữa bệnh, giải hạn, cầu tài cầu lộc. Then thể hiện một nền văn hoá đa dạng của các dân tộc thiểu số. 

## Các vùng hát then

### Tại Trung Quốc
Tại Trung Quốc, các vùng hát then phổ biến của dân tộc Choang bao gồm: Bách Sắc, Hà Trì, Liễu Châu, Quế Lâm, Hạ Châu, Nam Ninh, Lai Tân, Quý Cảng và Ngô Châu đều thuộc Khu tự trị dân tộc Choang Quảng Tây. Chất then dân tộc Choang mượt mà nhưng lại vang vọng, khác với then Việt Nam.

### Tại Việt Nam

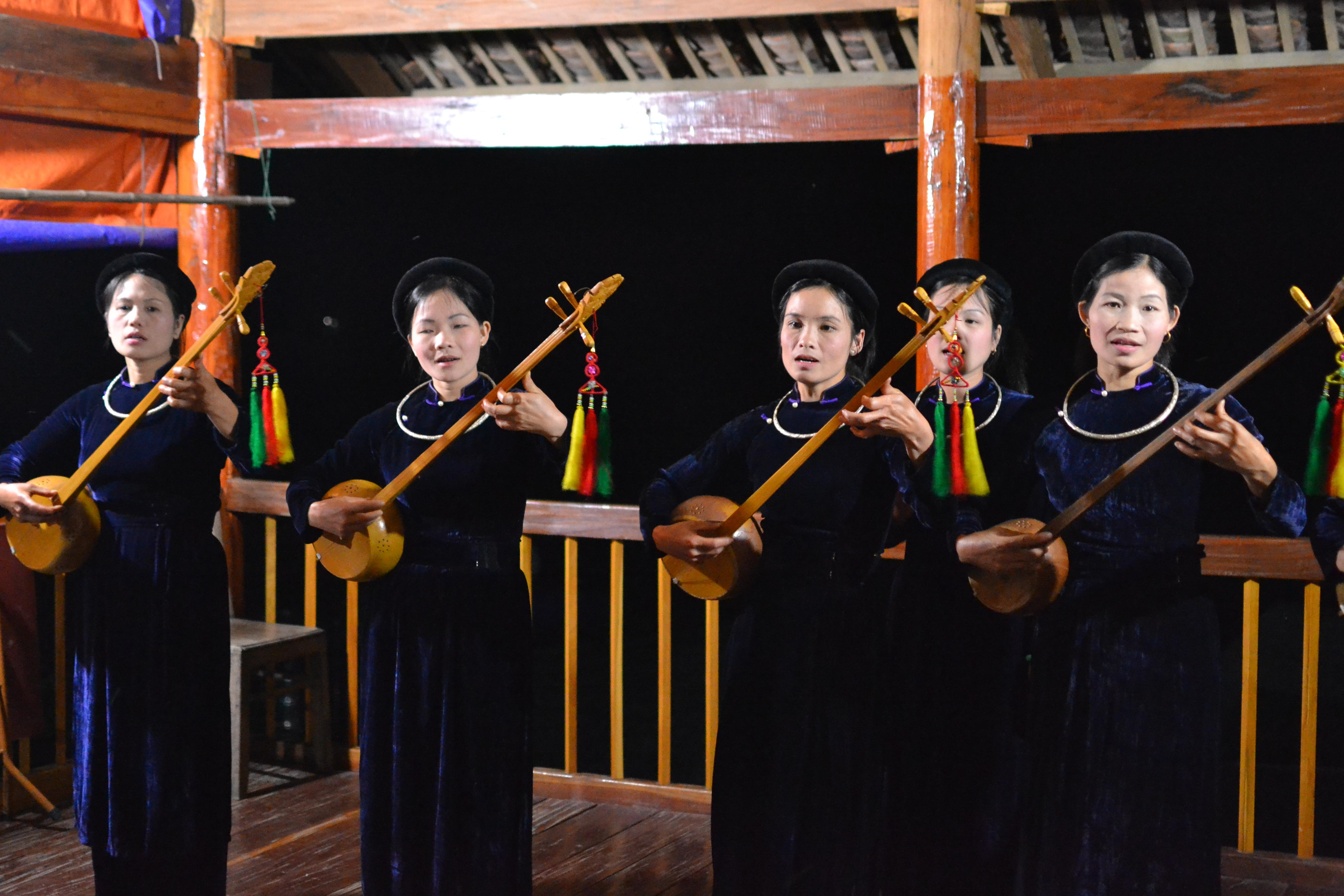
Người Tày hát then

Năm 2018 có 16 địa phương sở hữu hát then nhưng trọng tâm hát then ở 13 tỉnh miền núi phía Bắc: Hà Giang, Tuyên Quang, Cao Bằng, Bắc Kạn, Lạng Sơn, Thái Nguyên, Bắc Giang, Quảng Ninh, Yên Bái, Lào Cai, Sơn La, Điện Biên, Lai Châu. Hiện tại đã xuất hiện hát then ở các tỉnh Đắk Nông, Đắk Lắk và Thành phố Hồ Chí Minh khi người Tày và người Nùng di cư đến.
Mỗi vùng, làn điệu then lại có những nét độc đáo riêng:
- Then Cao Bằng dìu dặt tha thiết
- Then Lạng Sơn tươi vui, rộn ràng
- Then Tuyên Quang dồn dập như thúc quân ra trận
- Then Hà Giang nhấn nhá từng tiếng một
- Then Bắc Kạn như chuyện kể thầm thì